# Jigme Palden Dorji
Dasho Jigme Palden Dorji (bhutanisch འཇིགས་མེད་དཔལ་ལྡན་རྡོ་རྗེ, Wylie: Jigs-med dPal-ldan Rdo-rje, geb. 14. Dezember 1919 in Bhutan House, Kalimpong, Britisch-Indien; gest. 5. April 1964 in Phuntsoling Guesthouse, Bhutan) war ein Politiker in Bhutan. Er war ein Mitglied der Dorji-Familie (རྡོ་རྗེ་; Rdo-rje). Durch Heirat war er auch Mitglied des Haus Wangchuck (དབང་ཕྱུག་རྒྱལ་བརྒྱུད་, Dbang-phyug Rgyal-brgyud).

## Leben
Als Schwager von Jigme Dorji Wangchuck stand Jigme Palden Dorji seinem Verwandten nahe und begleitete den zukünftigen König 1950 zum Studium in das Vereinigte Königreich. Er erhielt seine Ausbildung in North Point in Darjeeling und an der Bishop Cotton School in Shimla.
1928 im Alter von neun Jahren wurde Jigme Palden Dorji zum Trungpa (Administrator) des Haa Dzongkhag ernannt und 1953 folgte er seinem Vater Raja Tobgay nach dessen Tod als Bhutan Agent in Kalimpong. Er wurde der erste Premierminister von Bhutan (Lyonchen). Dies erfolgte im Zuge von Aufwertungen des alten Amtes 1958 als Teil einer ganzen Reihe von Reformen von Jigme Dorji Wangchuck. Als Schwager des Druk Gyalpo (Drachenkönig) half Dorji dabei die Modernisierungen des Königs voranzutreiben. Diese Reformen erzürnten allerdings sowohl das Militär als auch die religiösen Institutionen. Letztlich führte dies zu Jigme Palden Dorjis Ermordung durch einen Corporal der Armee im April 1964. Brigadier Bahadur Namgyal, der General der Royal Bhutan Army, gehörte zu denen, die wegen der Mordverschwörung hingerichtet wurden.

## Ermordung
In der Nacht vor der Ermordung hatte sich Jigme mit Avtar Singh, Indiens damaligem Repräsentant in Bhutan, in Samtse getroffen und war am nächsten Tag nach Phuntsholing aufgebrochen. Beim Kartenspielen mit seinem Bruder Rimpochhe, Rimpochhes Frau Savitri und einigen anderen wurde Jigme aus einem Fenster zehn Fuß (3 m) hinter ihm erschossen.
Nach der Gefangennahme beim Verhör gestand der Mörder, dass er den Schießbefehl von Chabda Namgyal Bahadur – der Armeechef und Onkel von König Jigme erhalten hatte. Chabda Namgyal wurde im Palast diskret verhaftet und hingerichtet. Der Quartiermeister General Bacchu Phugel wurde ebenfalls verhaftet und unter strikte Haft gestellt. Es wurde behauptet, dass Bacchu Phugel der wirkliche Drahtzieher war. Doch bevor ein Urteil gefällt werden konnte, wurde Bacchu Phugel in seiner Zelle in der Nacht erstochen.
Später wurde bekannt, dass die Pistole, die der Mörder benutzt hatte, dem Mörder von einer Konkubine von König Jigme Dorji geliehen worden war – eine Waffe, die ihr vom König als Geschenk gemacht worden war.
Die Untersuchung endete mit der Hinrichtung von Chabda Namgyal und erbrachte keine Motive für die Ermordung. Es wurde jedoch vermutet, dass die Ermordung im Zusammenhang stand mit einem Machtkampf zwischen Chabda Namgyal, Bacchu Phugel und der Konkubine gegenüber Jigme Palden Dorji. Es gab einen Bruch zwischen Chabda und Bacchu aufgrund der neuen Politik und der Einsetzung von jungen Menschen in hohe Positionen durch Jigme Palden Dorji. Es wurde berichtet, dass immer, wenn die Konkubine die staatlichen Fahrzeuge unter Armeebedeckung für ihre persönlichen Gebrauch nutzte, Jigme Palden Dorji die Trucks der Zivilverwaltung unterstellte, was zu Spannungen zwischen ihnen führte.

## Ehrungen
- King Mahendra Investiture Medal (Königreich Nepal, 2. Mai 1956).